# 프란카 스카그네티
프란카 스카그네티(Franca Scagnetti, 1924년 5월 17일 ~ 1999년 11월 1일)는 이탈리아의 배우이다.
로마에서 태어났으며 로마에서 사망하였다.

## 영화
- 레지나 코엘리 (2000년)
- 아빠 얼굴 붉히지 마세요 (1992년)
- 사랑 이야기 (1986년)
- 비치 하우스 (1977년)
- 서스페리아 1977 (1977년)
- 고대의 계단 아래 (1975년)
- 병원: 하얀 마피아 (1973년)
- 찰리와 써니 (1973년)